# Liste des gratte-ciel de Lima
Liste des plus hauts gratte-ciel de Lima :

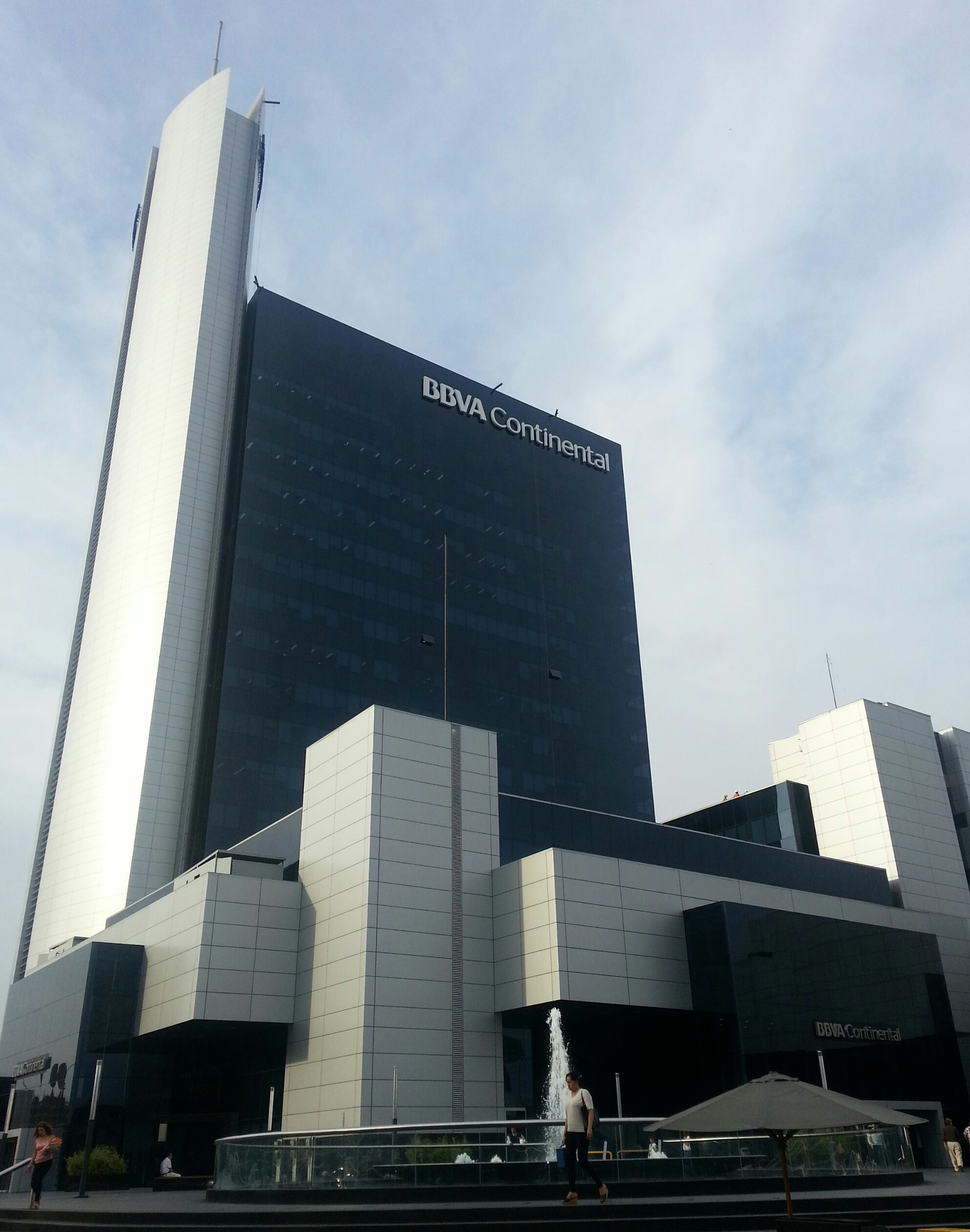
2- Edificio BBVA.

| Classement | Édifice                  | Hauteur | Nombre d'étages | Année de l'inauguration |
| ---------- | ------------------------ | ------- | --------------- | ----------------------- |
| 1          | Torre Banco de la Nación | 140 m   | 30              | 2015                    |
| 2          | Edificio BBVA            | 137 m   | 19              | 2012                    |
| 3          | Torre Begonias           | 120 m   | 26              | 2013                    |
| 4          | Hotel Westin Libertador  | 120 m   | 30              | 2011                    |
| 5          | Torre Centro Cívico      | 110 m   | 33              | 1977                    |